# Форст (Баден)
Форст (нім. Forst) — громада в Німеччині, знаходиться в землі Баден-Вюртемберг. Підпорядковується адміністративному округу Карлсруе. Входить до складу району Карлсруе.
Площа — 11,47 км2. Населення становить 8082 ос. (станом на 31 грудня 2020).